# Samuel Darío Maldonado (paroisse civile)
Pour les articles homonymes, voir Maldonado.
Samuel Darío Maldonado est l'une des trois paroisses civiles de la municipalité de Samuel Darío Maldonado dans l'État de Táchira au Venezuela. Sa capitale est La Tendida, chef-lieu de la municipalité.